# Měcholupy (ort i Tjeckien, Ústí nad Labem)
Měcholupy är en ort i Tjeckien.   Den ligger i regionen Ústí nad Labem, i den nordvästra delen av landet, 70 km väster om huvudstaden Prag. Měcholupy ligger 253 meter över havet och antalet invånare är 1 026.
Terrängen runt Měcholupy är huvudsakligen platt, men österut är den kuperad. Runt Měcholupy är det ganska glesbefolkat, med 34 invånare per kvadratkilometer. Närmaste större samhälle är Žatec, 6,7 km norr om Měcholupy. Trakten runt Měcholupy består till största delen av jordbruksmark.